# Hemileucinae
Los hemileucinos (Hemileucinae) son una subfamilia de lepidópteros ditrisios de la familia Saturniidae.

## Géneros
- Adetomeris - Agliopsis - Ancistrota - Antarctia - Argyrauges - Arias - Automerella - Automerina - Automeris - Automeroides - Automeropsis - Automerula - Callodirphia - Catacantha - Catharisa - Catocephala - Cerodirphia - Cinommata - Coloradia - Dihirpa - Dirphia - Dirphiella - Dirphiopsis - Erythromeris - Eubergia - Eubergioides - Eudyaria - Euleucophaeus - Gamelia - Gamelioides - Heliconisa - Hemileuca - Hera - Hidripa - Hirpida - Hylesia - Hylesiopsis - Hyperchiria - Hyperdirphia - Hypermerina - Ithomisa - Kentroleuca - Leucanella - Lonomia - Meroleuca - Meroleucoides - Micrattacus - Molippa - Namuncuraia - Ormiscodes - Paradirphia - Parancistrota - Periga - Perigopsis - Periphoba - Phidira - Phricodia - Plateia - Polythysana - Prodirphia - Prohylesia - Protautomeris - Pseudautomeris - Pseudodirphia - Pseudohazis - Rhodirphia - Rhodormiscodes - Thauma - Travassosula - Xanthodirphia